# Angola en los Juegos Olímpicos de Atlanta 1996
Angola estuvo representada en los Juegos Olímpicos de Atlanta 1996 por un total de 28 deportistas, 13 hombres y 15 mujeres, que compitieron en 5 deportes.
La portadora de la bandera en la ceremonia de apertura fue la jugadora de balonmano Palmira de Almeida. El equipo olímpico angoleño no obtuvo ninguna medalla en estos Juegos.